# Amerikanisch-samoanische Fußballnationalmannschaft (U-23-Männer)
Die amerikanisch-samoanische U-23-Fußballnationalmannschaft ist eine Auswahlmannschaft amerikanisch-samoanischer Fußballspieler, die der Football Federation American Samoa unterliegt. Sie repräsentiert den Verband bei internationalen Freundschaftsspielen wie auch bei der Ozeanien-Qualifikation für die Olympischen Sommerspiele.

## Geschichte
Erstmals nahm die Mannschaft an dem Qualifikationsturnier im Jahr 2004 teil. Hier gelang in der Gruppenphase lediglich der letzte Platz in ihrer Gruppe. Mit zwei Toren bei einer 2:3-Niederlage gegen die Cookinseln erzielte Duane Atuelevao auch die einzigen Tore bei diesem Turnier für die Mannschaft. Danach nahm man erst beim übernächsten Mal, der Qualifikation für die Spiele 2012, teil. Hier reichte es in der Gruppenphase aber erneut nur für den letzten Platz. Gelangen bei jedem Auftritt bislang noch immer zumindest zwei Tore, ging das Team aus dem Qualifikationsturnier im Jahr 2019 diesmal komplett ohne eigenes geschossenes Tor hervor, musste dafür aber 23 Gegentore hinnehmen.

## Ergebnisse bei Turnieren
| Jahr | Platzierung        |
| ---- | ------------------ |
| 1991 | nicht teilgenommen |
| 1996 | nicht teilgenommen |
| 1999 | nicht teilgenommen |
| 2004 | Gruppenphase       |
| 2008 | nicht teilgenommen |
| 2012 | Gruppenphase       |
| 2019 | Gruppenphase       |

| Jahr | Platzierung        |
| ---- | ------------------ |
| 2015 | nicht teilgenommen |